# Novela realista
La novela realista es un género específico de novela practicado en España durante el movimiento artístico denominado como Realismo que tiene como objetivo representar de forma minuciosa y objetiva una realidad contemporánea muy concreta: la vida cotidiana y los problemas de la sociedad burguesa de la segunda mitad del siglo XVIII. En España, siempre ha gozado de características propias, como se verá más adelante. Sus autores más destacados fueron Benito Pérez Galdós y Leopoldo Alas «Clarín». El realismo se caracteriza principalmente por el ejercicio de un análisis literario, en apariencia imparcial y objetivo, de situaciones, paisajes, escenarios y personajes, lo que, en su época de mayor esplendor, el siglo XIX, se oponía al subjetivismo romántico de la etapa anterior. Por otra parte, mediante la denominación de "realista" se contrapone esta modalidad a las obras de la literatura fantástica. Los antecedentes más remotos de la novela realista hay que buscarlos en las grandes obras narrativas del Siglo de Oro: El Quijote, Lazarillo de Tormes, La vida del Buscón, etc., obras igualmente de corte realista. Esta modalidad sigue practicándose con asiduidad en España.

## Introducción
En España, concretamente, el siglo XIX es el siglo de la narrativa. En las primeras décadas del siglo hubo cultivadores de novela histórica, de escasa, si no nula, repercusión. Más tarde se adoptará el folletín. Y a partir de mediados de siglo (más exactamente de 1868), mostraron carta de naturaleza el realismo y su máxima expresión, el naturalismo. Muchos escritores, al mismo tiempo, se dedicaron al periodismo escrito, bien para alcanzar la gloria literaria o para defender posturas políticas o ideológicas. Los máximos exponentes del realismo español serán Benito Pérez Galdós y Leopoldo Alas «Clarín». Estos dos autores españoles reflejaron la atrasada sociedad española en la que vivieron y creyeron en el noble ideal realista de que se puede cambiar la sociedad mediante la literatura.
La novela realista española, como se ha dicho, se apoya en la extensa tradición que atesoraba el género, así como en la nueva visión del mundo que se había difundido por toda Europa, especialmente a cargo de los novelistas ingleses, franceses y rusos. La derivación del realismo que representa el llamado Naturalismo, se inicia con la obra La desheredada de Benito Pérez Galdós (1881), inspirada en L´Assomoir (1877), del fundador de la corriente, el francés Émile Zola..
Emilia Pardo Bazán se añadirá pronto al Naturalismo (para sorpresa de Zola) con su controvertido texto La cuestión palpitante (1882), y con La tribuna, primera novela española que cuenta con un protagonista de clase trabajadora. Se trata de la llamada Generación del 68, realistas y naturalistas a la española, con una literatura hasta cierto punto comprometida y progresista que no se conocía anteriormente.
En España, la corriente realista tendrá importantes repercusiones en novelistas posteriores pertenecientes a la Generación del 98, como Pío Baroja, Azorín, Ramiro de Maeztu, etc. Algunos estudiosos incluyen también en este grupo a Vicente Blasco Ibáñez.

## Representantes más destacados en España
- Fernán Caballero (Cecilia Böhl de Faber) (1796 - 1877)
- Juan Valera (1824 - 1905)
- José María de Pereda (1833 - 1906)
- Pedro Antonio de Alarcón (1833 – 1891)
- Benito Pérez Galdós (1843 - 1920)
- Emilio Ferrari (1850 - 1907)
- Leopoldo Alas «Clarín» (1851 - 1901)
- Emilia Pardo Bazán (1851 - 1921)
- Armando Palacio Valdés (1853 - 1938)

## Caracteres específicos de la novela realista en España

### El costumbrismo
El costumbrismo tiene en Galdós y Clarín a sus máximos representantes; parte del antiguo cuadro de costumbres romántico (Mesonero Romanos, Serafín Estébanez Calderón...), género literario que recoge aquellos aspectos de la vida española más castizos y populares y que, por serlo, omiten los libros de historia. Los costumbristas cultivan unas formas entre el relato y el reportaje periodístico, con el fin de describir la sociedad viva a través de tipos genéricos ('la campesina', ‘el torero’, 'el alguacil'...), con sus ires y venires, sus alegrías y penas, perfectamente comprensibles para el lector medio. Recrea también los espacios en que se desarrollan psicológica y socialmente dichos tipos: la plaza, el café, el jardín público, el día de fiestas, la calle, las verbenas y romerías. Todos estos elementos serán manejados con gran soltura, y más o menos estilizadamente, por autores como Pedro Antonio de Alarcón, Fernán Caballero, José María de Pereda o Emilia Pardo Bazán. José María de Pereda elevó dicho costumbrismo, de carácter meramente folclórico y pintoresco, a la categoría de gran literatura (en el caso de este autor se aprecian rastros incluso de la novela picaresca).

### El sello del catolicismo y la defensa de los valores tradicionales
La novela española de la época descrita presenta otros caracteres peculiares frente a la novela europea de aquellos años. Los franceses Stendhal, en la primera mitad, y posteriormente Balzac, Flaubert y Zola, contemporáneos de los Pereda, Fernán Caballero, Valera etc., demostraron una gran apertura mental y una ausencia de prejuicios sociales, culturales y religiosos a la hora de narrar la peripecia vital de sus héroes, actitud que no encontramos en la novelística española anterior a Galdós y que influirá negativamente en las proporciones artísticas y estructurales de muchas de sus obras. En el fondo, sin embargo, para todos los escritores inscritos en la corriente naturalista, ya sean españoles o extranjeros, la palabra "naturalismo", pese a las pretensiones de sus teóricos, tiene poco de científica, puesto que tiende más bien a retratar de modo selectivo y muchas veces despectivo los aspectos más sórdidos de la existencia, aspectos a los que, como buen burgués, el escritor se siente ajeno.

### Indefinición de personajes
Lo dicho anteriormente tendrá importantes repercusiones a la hora de diseñar el personaje principal o protagonista. En la "novela de tesis" española, aun con pretensiones progresistas, como en el caso de Emilia Pardo Bazán, los protagonistas no acaban de caracterizarse convenientemente. Con frecuencia se sospecha la desgana, la contradicción intelectual, y aun el maniqueísmo moral en el novelista. Previamente a la ‘Benina’ de Galdós, a la ‘Ana Ozores’ de Clarín, a la ‘Juanita la Larga’ de Valera, personajes ya netamente, por así decir, europeos, la idiosincrasia del héroe aparece solamente en esbozo, carente de individualidad y de matices definidos.
Personajes como ‘La Tribuna’ (de Pardo Bazán), ‘Marisalada’ (de La gaviota, de Fernán Caballero) o ‘Sotileza’ (de Pereda) no se encuentran bien desarrollados psicológicamente, y en algún caso, como en el de ‘Marisalada’, llega a advertirse una cierta animadversión, de signo inequívocamente clasista, hacia el personaje por parte de su propia creadora (algo parecido se apreciará en un novelista de pleno siglo XX, como Camilo José Cela, en su obra La colmena). Si pensamos en la gran novela europea, ya plenamente desarrollada por esos mismos años, lo primero que se nos viene a la cabeza es precisamente la figura del protagonista principal. Sea cual sea la catadura moral con la que fue concebido, siempre reúne rasgos ejemplares, modélicos, sus proporciones gigantescas –en lo bueno o en lo malo- aún hoy nos siguen abrumando: los ‘Rastignac’, ‘Raskolnikov’, ‘Pierre Bezujov’, ‘Julian Sorel’, ‘Emma Bovary’, ‘Nana’, ‘Oliver Twist’... A sus autores, meros vehículos de su grandeza, evidentemente, no se les traslucía prejuicio alguno contra ellos.

### Influencia de la novela rusa
Tuvieron gran peso en España los escritores Dostoievski, Gogol, Iván Turgenev, y en especial Tolstói, ya a finales de siglo. En España tuvo gran influencia el idealismo ruso, caracterizado por su peculiar tendencia pesimista de connotaciones religiosas (se ha comparado muchas veces con el ‘pesimismo’ español de raíces más bien históricas).

### Ideologías características
La novela del siglo XIX, de la política, extrae el liberalismo. De la filosofía, el krausismo (filosofía racionalista liberal y antitradicionalista de procedencia alemana, introducida a partir de 1844, que junto con la Institución Libre de Enseñanza sirvió para despabilar las conciencias); también, el darwinismo, así como el positivismo de Augusto Comte y Herbert Spencer, pensadores de gran repercusión en el naturalismo. Galdós había aprendido del krausismo que podía establecerse entre las partes en conflicto una "armonía racional"; en este caso, la antítesis vendría establecida entre idealismo y naturalismo.

### Anticlericalismo
Enlazando con lo anterior, el anticlericalismo es elemento tradicional en la literatura española desde la época medieval; se encuentra muy presente en la obra de los realistas más tardíos: Juan Valera, Clarín y Galdós

### La economía del escritor
La revolución liberal modificó sensiblemente las condiciones de la producción literaria haciendo surgir un tipo nuevo de escritor que, por primera vez, puede llegar a independizarse del yugo económico de sus mecenas, nobles, grandes burgueses, reyes y banqueros, adquiriendo con ello una independencia creativa que sólo encontrará el límite de la ley y de la iglesia. También el público lector aumentó considerablemente desde los comienzos de siglo, en que había un 94% de analfabetismo, bajando hasta el 66% hacia 1900; la novela era el principal de los géneros populares.

### Personajes y modas específicos de la época
Enrique Tierno Galván destacó la presencia del personaje cursi, surgido hacia la segunda mitad del siglo XIX:

La burguesía media, la auténtica burguesía, propende a diferenciarse del pueblo imitando los modos de vida de las clases superiores a ella, plutocracia y aristocracia, espiando con avidez sus formas de comportamiento, con un afán mimético consecuencia del impulso de ascensión y poderío y de una intrínseca debilidad social y desazón psicológica.
en Historia y crítica de la literatura española, Tomo V

Esta circunstancia, en la antigua sociedad estamental, por definición carente de permeabilidad entre clases, era impensable.
El señorito, por otro lado, es el burgués de nuevo cuño, que en Andalucía muestra ciertas particularidades. Lo negativo del personaje es su connotación clasista y jactanciosa. El "señorito" aparece prácticamente en todas las novelas del siglo XIX, unas veces en el papel de vil seductor de muchachas de clase baja, y otras dando pruebas de una conducta intachable: el Andrés de Sotileza, el Baltasar de La tribuna, el Marcelo de Peñas arriba, los pisaverdes sevillanos de La Gaviota...

### Ambientaciones típicas
El ámbito rural, el mundo aristocrático y la vida provinciana, por cuanto, hasta Galdós, no existen en España escritores urbanitas al 100%, del estilo de Balzac, Dickens o Dostoievski.
Todo lo cual desembocará en la novela psicológica o novela espiritualista de fin de siglo, muy influida, como se ha dicho, por los rusos, pero también por el noruego Ibsen. La obra de Armando Palacio Valdés y también Morsamor, de D. Juan Valera, constituyen el ejemplo más llamativo de esta corriente.